# Knight's fee
Nel sistema feudale anglo-normanno del Regno d'Inghilterra e del Regno d'Irlanda la knight's fee era un'unità di misura agraria. Un'unità era ritenuta sufficiente a generare l'introito necessario per sopperire alle necessità di un cavaliere. Tale necessità includeva il sostentamento necessario allo stesso cavaliere, alla sua famiglia, ai bisogni suoi e dei suoi servitori, ma anche i mezzi per fornire a se stesso e al suo seguito i cavalli e le armature per combattere per il suo signore in battaglia. Era effettivamente la dimensione di una tassa (o "feudo" che è sinonimo di "tassa") sufficiente per supportare un cavaliere nell'esecuzione dei suoi doveri feudali (servizio di cavaliere). La knight's fee non può essere convertita in un numero standard di acri poiché la superficie richiesta per produrre una determinata quantità di raccolto, e quindi una determinata quantità di reddito, variava a seconda di molti fattori, tra cui la posizione del fondo agricolo, la ricchezza del suo suolo e il clima locale, nonché la presenza di altre risorse sfruttabili come dighe di pesca, cave di roccia e miniere. Se la knight's fee fosse considerata congiunturale a un maniero, una dimensione media sarebbe compresa tra 1000 e i 5000 acri, di cui molti all'inizio erano ancora incolti, oppure coperti da bosco o brughiera.

## Creazione
Il knight's fee poteva essere creato dal re stesso o da uno dei suoi tenens in capite separando un'area di terra dal suo stesso dominio. Questo processo era noto come subinfeudazione e stabiliva un nuovo maniero per l'uso del cavaliere che con il processo di infeudamento sarebbe diventato tenens e avrebbe reso omaggio e promesso fedeltà al suo nuovo signore. Questo omaggio di fedeltà era un voto di lealtà nei confronti del suo signore supremo. Questi corrispondeva con un voto di protezione e con l'impegno a fornire una specifica forma di servizio comunemente dovuta durante il periodo feudale. In linea generale, tale servizio era di tipo militare (servizio di cavaliere) o non militare (serjeanty, ecc.). Il servizio militare durava generalmente per un massimo di 40 giorni all'anno, il che significa che avrebbe dovuto combattere per il suo signore in battaglia. L'affitto non poteva essere pagato in moneta, sebbene il servizio militare sia stato successivamente trasformato in scutagium. Un cavaliere era tenuto a mantenere la dignità propria del suo rango, il che significava che avrebbe dovuto vivere con uno stile adatto ed essere pronto per la battaglia, con un numero di scudieri adatto a servirlo e con cavalli, armi e armature per tutti.

## Utilizzo come unità per la valutazione fiscale
Un tenens in capite del re feudale era chiamato a fornire tanta assistenza in base a quante knight's fee di terra possedeva, sia che fossero affittate che tenute come demanio. Laddove la stessa knight's fee fosse stata ereditata da due o più persone persone, il canone sarebbe stato diviso in due o più frazioni, cioè in parti separate. Ciascun erede avrebbe mantenuto un maniero per se stesso e per la propria corte padronale, ognuna considerata parte della knight's fee. Un proprietario terriero poteva essere padrone, ad esempio di 12 1⁄2 knight's fee.

## Subinfeudazione
La knight's fee non era stata originariamente creata solo dal processo di subinfeudazione ma poteva essere divisa in unità più piccole dallo stesso processo o per eredità. In questo modo, fino a quando la pratica non fu messa fuorilegge nel 1290 dallo statuto di Quia Emptores, un cavaliere poteva creare il proprio servitore feudale che si sarebbe impegnato a servire di lui piuttosto che il signore supremo. Tale partecipazione veniva definita "sottocommissione".
Si può quindi vedere come la knight's fee fosse l'unità di base della valutazione del terreno da utilizzare nel sistema feudale.